# Az utolsó hajnal
Az utolsó hajnal is een Hongaarse dramafilm uit 1917 onder regie van Michael Curtiz. In Nederland werd de film destijds uitgebracht onder de titel Het leven is een spel.

## Verhaal
Bela wil zich van kant maken. Hij wordt echter gered door graaf Denes Hajos. Hij neemt hem in dienst als zijn persoonlijke secretaris. Wanneer de graaf in financiële moeilijkheden zit, bedenkt Bela een oplossing. Hij zal een levensverzekering afsluiten en een jaar later zelfmoord plegen. Tijdens zijn laatste maanden reist hij naar Indië. Daar wordt Bela verliefd op een geheimzinnige prinses. Hij is niet meer zeker of hij nog zelfmoord wil plegen.

## Rolverdeling
| Acteur          | Personage         |
| --------------- | ----------------- |
| Jenő Balassa    | Graaf Denes Hajos |
| Leopold Kramer  | Bela              |
| Erzsi B. Marton | Prinses Halasdane |